# 마멜로디 선다운스 FC
마멜로디 선다운스 FC(영어: Mamelodi Sundowns Football Club)는 남아프리카 공화국의 프로 축구 클럽으로, 하우텡주의 프리토리아 마멜로디에 위치해 있으며 남아프리카 공화국 축구 리그 시스템의 1부 리그인 남아프리카 공화국 프리미어십에서 활동하고 있다. 1920년대에 창단된 이 팀은 로프터스 버스펠드 스타디움에서 홈 경기를 치른다.
2025년 기준으로 남아프리카 공화국 PSL 시대에서 가장 성공적인 축구 클럽이다. 2016년 CAF 챔피언스리그, 2017년 CAF 슈퍼컵에서 우승하고 2016년 CAF 올해의 클럽으로 선정되었다. 국내에서는 네드뱅크 컵에서 6번, MTN 8에서 4번, 텔콤 녹아웃에서 4번 우승했다. FIFA 클럽 월드컵에 참가한 최초의 남아프리카 공화국 팀으로 6위를 차지했다. 2021년, 선다운스는 아프리카 최초로 CAF 챔피언스리그와 CAF 여자 챔피언스리그 타이틀을 모두 획득한 클럽이 되었다. 2023년, 선다운스는 첫 번째 아프리카 풋볼 리그의 챔피언으로 등극했다.

## 주요 성적
- 프리미어 사커 리그: 우승 15회 (1998, 1999, 2000, 2006, 2007, 2013/14, 2015/16, 2017/18, 2018/19, 2019/20, 2020/21, 2021/22, 2022/23, 2023/24, 2024/25)
- 네드뱅크 컵: 우승 3회 (1986, 1998, 2008), 준우승 4회 (1989, 2000, 2001, 2007)
- CAF 챔피언스리그: 우승 1회 (2016), 준우승 1회 (2001)

## 선수 명단

### 현역
참고: FIFA 자격 규정에 따라 소속된 국가대표팀 국기를 표시합니다. 선수는 복수의 FIFA 비회원국 국적을 가지고 있을 수 있습니다.
| 번호 | 포지션 | 국적   | 이름                   |
| ---- | ------ | ------ | ---------------------- |
| 1    | GK     | 우간다 | 데니스 오냥고          |
| 10   | FW     |        | 루카스 리베이로 코스타 |
| 11   | MF     |        | 마르셀로 아옌데        |

| 번호 | 포지션 | 국적       | 이름                     |
| ---- | ------ | ---------- | ------------------------ |
| 28   | MF     | 에티오피아 | 아부베커 나시르 아흐메드 |
| 43   | DF     | 짐바브웨   | 디바인 룬가              |

## 역대 감독
| 감독                   | 임기      |
| ---------------------- | --------- |
| 앙리 미셸              | 2008~2009 |
| 흐리스토 스토이치코프  | 2009~2010 |
| 안토니오 로페스 아바스 | 2010~2011 |
| 요한 네이스컨스        | 2011~2012 |